# Dubiraphia brevipennis
Dubiraphia brevipennis är en skalbaggsart som beskrevs av Hilsenhoff 1973. Dubiraphia brevipennis ingår i släktet Dubiraphia och familjen bäckbaggar. Inga underarter finns listade i Catalogue of Life.